# Joakim Berg
Herbert Joakim "Jocke" Berg (n. 16 de marzo de 1970 en Eskilstuna, Suecia) es un cantante, compositor y músico sueco, conocido por ser el líder y vocalista principal de la banda de rock y pop sueca Kent.
También ha escrito canciones para Titiyo, Lisa Miskovsky y Freddie Wadling.
Ha colaborado en el álbum True del fallecido productor y DJ sueco Avicii. Colaboró en los tracks "Hey Brother" y "Liar Liar".
Joakim además tiene un proyecto paralelo llamado Paus.
Cuando Joakim Berg era un niño le gustaba leer libros en lugar de salir y jugar al fútbol. Joakim Berg aprendió a tocar la guitarra a la edad de 18.  La primera banda de Joakim era llamada Coca-Cola Kids junto con su amigo y guitarrista Sami Sirviö. La razón del nombre es que los miembros de la banda bebían una gran cantidad de refresco de cola y por las botellas de Coca Cola que llenaban su piso del estudio. 
En 1990 mientras estudiaba en Eskilstuna, Joakim Berg se reunió con el bajista Martin Sköld y los dos decidieron que querían hacer una banda y juntos formaron Jones & Giftet (Jones y el veneno), Sami Sirviö también ingresó a la banda, así como el baterista Markus Mustonen que había trabajado en una casa de retiro con Joakim mientras estaban en la universidad.
En 1992 Jones & Giftet pasó a llamarse a Havsänglar lo que significa que los ángeles del mar. Sin embargo, un año después, los miembros decidieron por el nombre de Kent después de que la banda se había trasladado a Estocolmo en 1993. 
Desde entonces Kent ha lanzado doce álbumes de estudio y convirtiéndose en la banda más grande en Suecia y uno de los más premiados, con Joakim Berg convirtiéndose en uno de los compositores más aclamados de Suecia.

## Influencias
Las bandas que han influido en Joakim Berg son los Beatles, David Bowie, The Smiths, Depeche Mode y Radiohead. Las referencias a David Bowie se encuentran en varias canciones de Kent. La evidencia de influencias de películas también existe en las canciones y letras de Joakim Berg, por ejemplo, la película Blade Runner, que hay varias referencias a canciones en Kent.
- Datos: Q1390886
- Multimedia: Joakim Berg / Q1390886

## Discografía
Con Kent
- Kent (1995)
- Verkligen (1996)
- Isola (1997)
- Hagnesta Hill (1999)
- B-sidor 95-00 (2000)
- Vapen & ammunition (2002)
- Du & jag döden (2005)
- The hjärta & smärta EP (2005)
- Tillbaka till samtiden (2007)
- Box 1991-2008 (2008)
- Röd (2009)
- En plats i solen (2010)
- Jag är inte rädd för mörkret (2012)
- Tigerdrottningen (2014)
- Då som nu för alltid (2016)